# Comunitat de Taizé

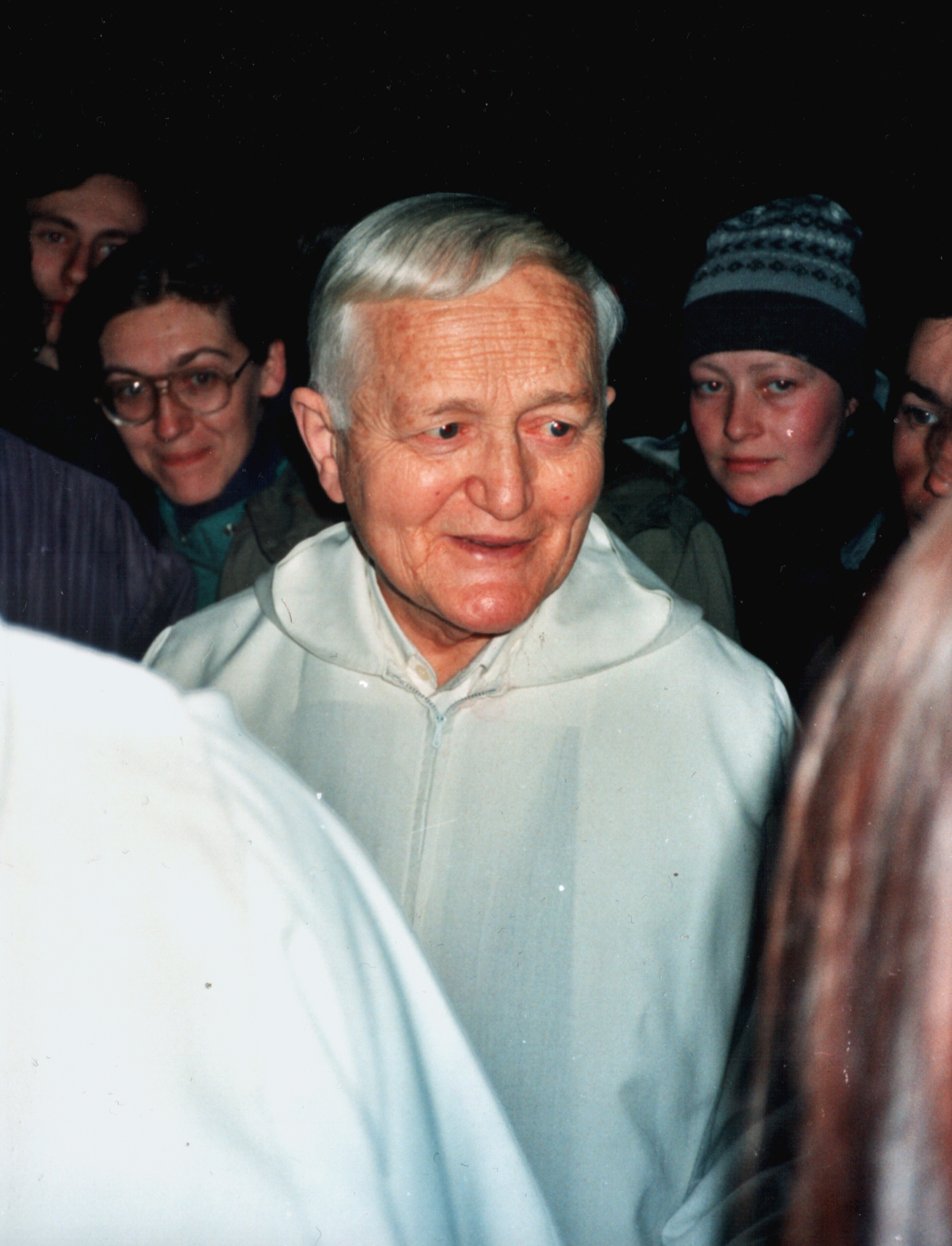
Roger Schutz, el Germà Roger

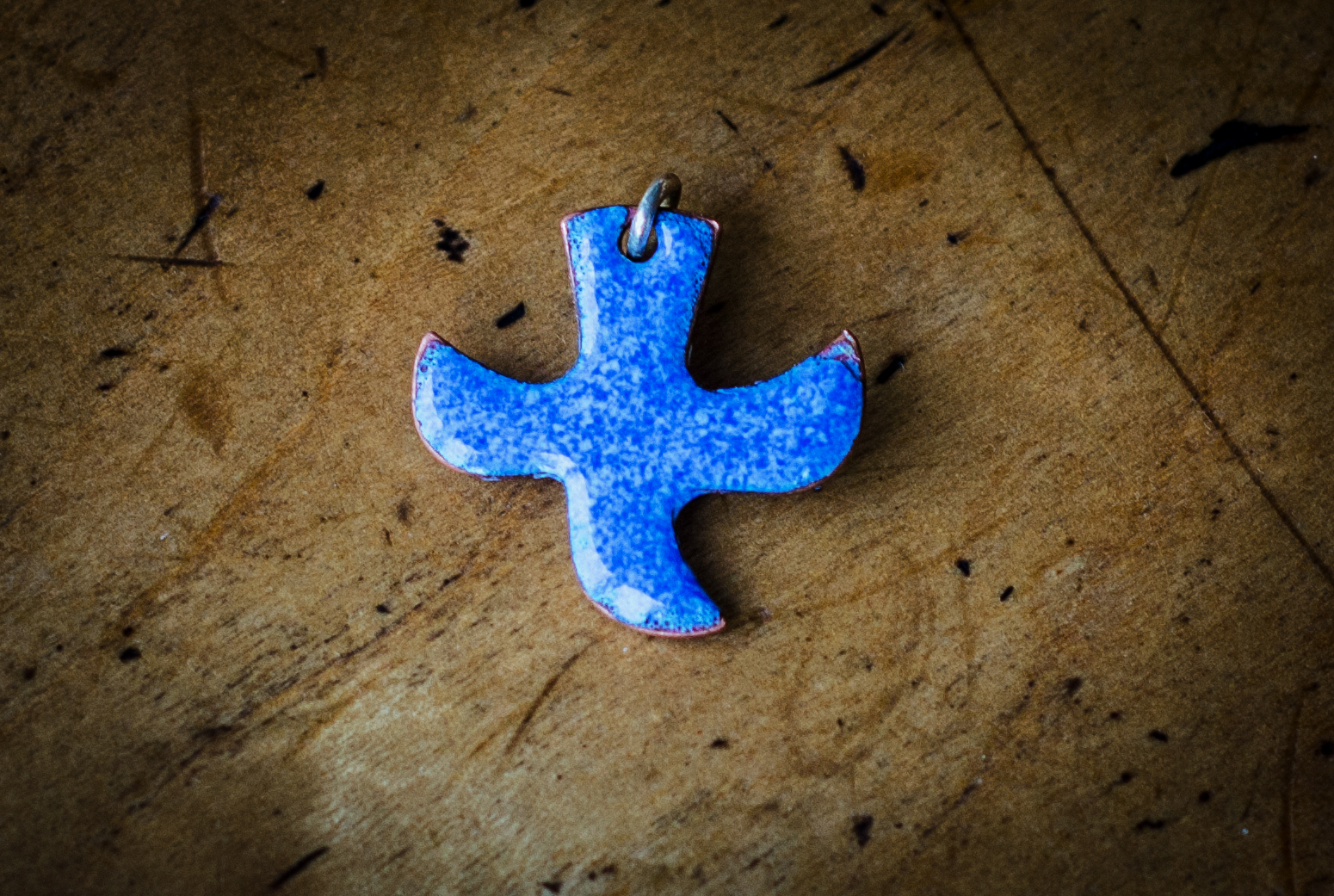
Creu de Taizé

La Comunitat de Taizé és una comunitat monàstica cristiana ecumènica, és a dir, que acull integrants de diverses confessions situada a Taizé, Saône-et-Loire, Borgonya, França. És composta per més de 100 monjos, protestants i catòlics, originaris de 15 països diferents. Va ser fundada l'any 1940 pel Germà Roger Schutz, un monjo protestant. Les directrius per la vida de la comunitat estan recollides a La Regla de Taizé, escrita pel Germà Roger i publicada per primera vegada en francès l'any 1954. La comunitat ha esdevingut un dels llocs més importants del pelegrinatge cristià. Més de 5.000 joves de tot el món pelegrinen a Taizé cada setmana. Allà s'hi fan diverses activitats, com l'oració, estones de reflexió o diverses feines comunes.

## Història

### Orígens

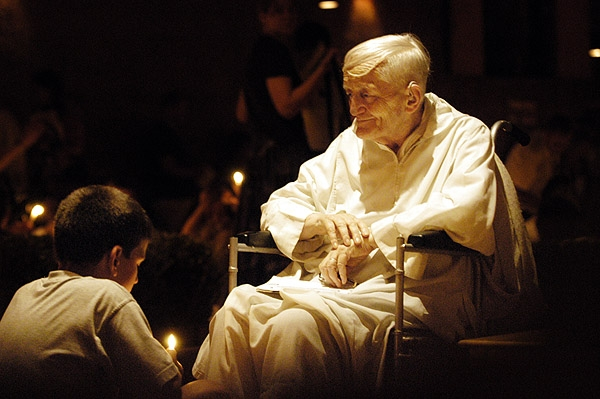
El Germà Roger, fundador de la comunitat, pregant l'any 2003

Els començaments es remunten a l'any 1940, quan el germà Roger va deixar Suïssa, on va néixer, per anar a França a viure. Arran d'una tuberculosi que el va tenir immobilitzat durant anys es va sentir cridat a crear una comunitat. Durant la II Guerra Mundial va acollir refugiats que escapaven de la guerra a Taizé, on hi va comprar una casa abandonada. El setembre del 1940, Roger va adquirir una casa petita que finalment esdevindria la casa de la comunitat. En un principi, va servir com a refugi pels refugiats de la Segona Guerra Mundial. L'any 1941, Roger va publicar un tríptic perfilant diverses facetes d'una vida comuna centrada en Crist. Aquests tríptics van incitar a tres joves a unir-se al Germà Roger. Tots ells van viure a Suïssa, en un pis de la família de Roger, fins després de la guerra, quan van tornar-se a traslladar a Taizé. L'11 de novembre de 1942, la Gestapo va ocupar la casa de Roger mentre ell era a Suïssa recollint diners per al seu refugi. Roger no va ser capaç de retornar a la seva casa a Taizé fins a la tardor del 1944, quan França va ser alliberada. Durant els següents anys, més homes es van anar unint a la comunitat. I per la Pasqua del 1949, set germans van esdevenir monjos.

### Evolució

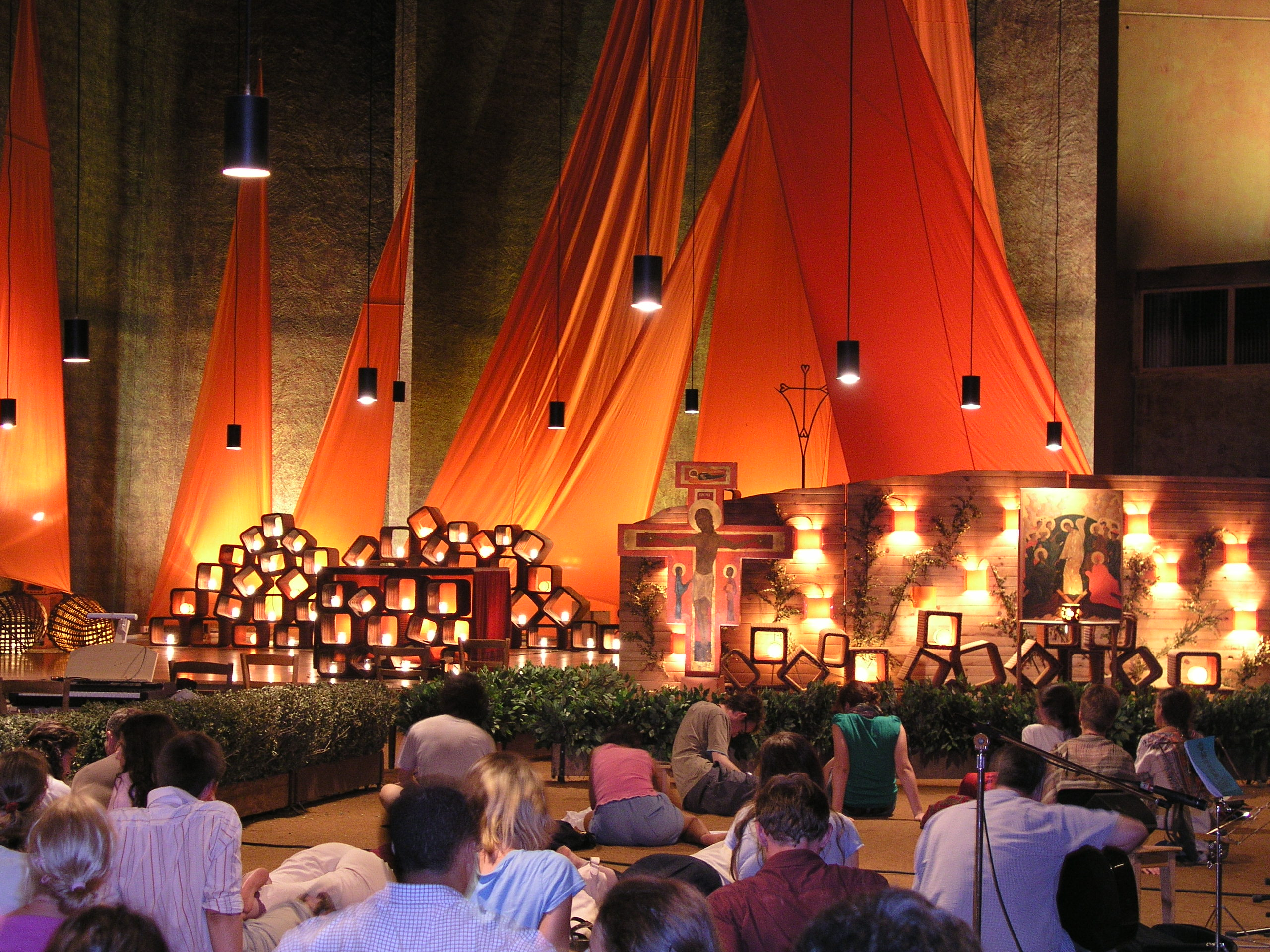
Pregària a l'Església de la Reconciliació de Taizé.

Durant els anys que van seguir, altres persones es van unir a la comunitat. L'any 1969 un doctor belga jove va ser el primer a fer la professió solemne. Després de nous ingressos a la comunitat, els Germans de Taizé van començar a fer viatges per demanar ajuts i difondre la comunitat. L'agost del 2005, el Germà Roger, amb 90 anys, va ser assassinat a ganivetades per una dona mentalment malalta. Al funeral del Germà Roger hi van assistir diverses autoritats, incloent-hi el president d'Alemanya i nombrosos dirigents religiosos. El capellà que va oficiar el seu funeral era un cardenal catòlic, Walter Kasper. El funeral va ser assistit per aproximadament 10,000 persones. A finals de 2010, la comunitat va arribar a 100 germans, de tradicions Protestants i Catòliques, provinents de 30 països diferents. La comunitat és actualment dirigida pel Germà Alois, un alemany-Catòlic que havia estat escollit pel Germà Roger abans de la seva mort.

## Trobades

### Música i pregària
La comunitat, encara que europea Occidental originàriament, ha intentat incloure persones i tradicions de tot el món. Per això, en les pregàries, on la música té una gran importància, els cants es canten en diverses llengües alhora. També, hi ha bastants icones ortodoxes. La música acompanya frases senzilles, normalment versos dels Salms o altres peces de la Bíblia, repetit i de vegades també cantat en cànon.
Els primers cants de Taizé van ser compostos per Jacques Berthier. Més tard, Joseph Gelineau va col·laborar també en la composició de la música.

### Joves
L'any 1960 els joves van començar a visitar la comunitat de Taizé. Les primera trobada d'adults va ser organitzada l'any 1966 amb 1400 participants de 30 països. L'església del poble de Taizé, la qual havia estat utilitzada per les oracions de la comunitat, va esdevenir massa petit perquè els pelegrins hi cabessin. Per això se'n va construir una de nova l'any 1960, amb l'ajut de voluntaris, l'Església de Reconciliació. L'any 1970, com a resposta a les protestes d'estudiants que van tenir lloc per tot Europa i el món, així com el Concili del Vaticà II, Germà Roger va anunciar un "Concili de Joventut",que es va celebrar el 29 d'abril del 1974. Al final del 1970, les trobades i les activitats circumdants van començar per ser anomenades com a "Pelegrinatge de Confiança a la Terra". L'estiu del 1974 es va fer l'anomenat "Concili dels Joves" que va servir per sensibilitzar els joves i apropar-los al Tercer Món. A partir d'aquí van començar les trobades europees.

### Adults
A part de les trobades de joves, també hi han trobades d'adults entre 17 i 30 anys i de famílies. El nombre de visitants assoleix més de 5000 durant l'estiu i la Pasqua. Les trobades normalment duren una setmana (de diumenge a diumenge), encara que és també possible anar-hi menys d'una setmana o, pels joves, més d'una setmana. Algunes monges també ajuden en les trobades. L'horari d'un dia normal és el següent: Pregària de Matí, esmorzar, estudi de la Bíblia, pregària del Migdia, dinar, pràctica dels cants de les pregàries, discussions en petits grups, hora del te, tallers, sopar i pregària de Vespre. L'oració de vespre és retransmesa cada dissabte a les 22 h (CET) per l'estació radiofònica alemanya Domradio i proporcionat en línia com a podcast.

### Europees

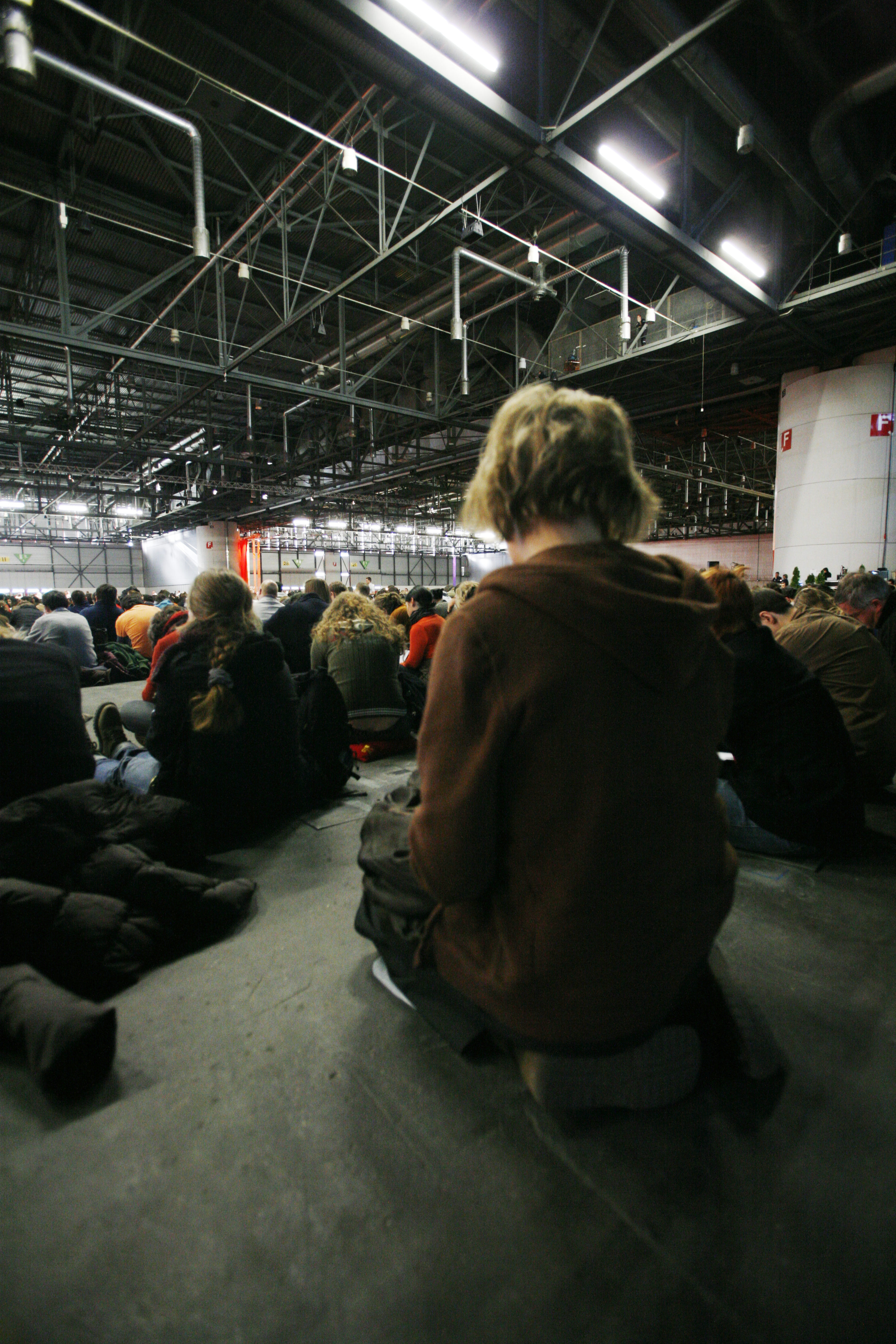
Reunió europea a Ginebra (2007).

La comunitat Taizé intenta que els participants a les trobades de joves tornin com a pelegrins a les seves esglésies locals. Cada any al voltant d'Any Nou (normalment del 28 desembre a 1 gener), es fa una trobada europea a una ciutat europea, que cada any atreu desenes de milers de persones. Aquest acte és organitzat pels germans de la comunitat de Taizé, pels germans de St. Andrew, i per voluntaris joves de tot Europa, i de la ciutat amfitriona.
| - 1978 - París (França) - 1979 - Barcelona (Espanya) - 1980 - Roma (Itàlia) - 1981 - Londres (Regne Unit) - 1982 - Roma (Itàlia) - 1983 - París (França) - 1984 - Colònia (Alemanya) - 1985 - Barcelona (Espanya) - 1986 - Londres (Regne Unit) - 1987 - Roma (Itàlia) - 1988 - París (França) | - 1989 - Wrocław (Polònia) - 1990 - Praga (Txèquia) - 1991 - Budapest (Hongria) - 1992 - Viena (Àustria) - 1993 - Múnic (Alemanya) - 1994 - París (França) - 1995 - Wrocław (Polònia) - 1996 - Stuttgart (Alemanya) - 1997 - Viena (Àustria) - 1998 - Milà (Itàlia) - 1999 - Varsòvia (Polònia) | - 2000 - Barcelona (Espanya) - 2001 - Budapest (Hongria) - 2002 - París (França) - 2003 - Hamburg (Alemanya) - 2004 - Lisboa (Portugal) - 2005 - Milà (Itàlia) - 2006 - Zagreb (Croàcia) - 2007 - Ginebra (Suïssa) - 2008 - Brussel·les (Bèlgica) - 2009 - Poznań (Polònia) - 2010 - Rotterdam (Països Baixos) | - 2011 - Berlín (Alemanya) - 2012 - Roma (Itàlia) - 2013 - Estrasburg (França) - 2014 - Praga (Txèquia) - 2015 - València (Espanya) - 2016 - Riga (Letònia) - 2017 - Basilea (Suïssa) - 2018 - Madrid (Espanya) - 2019 - Breslau (Polònia) - 2020 - Torí (Itàlia) (cancel·lat a causa de la COVID-19 i realitzat online des de Taizé) | - 2021 - Torí (Itàlia) - 2022 – Rostock (Alemanya) |

### Internacionals
El Germà Roger, en la seva "Carta Inacabada" que es va publicar després de la seva mort, fa la proposta d'ampliar les trobades europees a internacionals. Com a resultat, les reunions internacionals per a joves s'han començat a organitzar, començant amb Kolkata l'any 2006. El programa s'assembla a les reunions europees, encara que alguns aspectes, com les cançons, són adaptats a la cultura local.
- 1985 - Madras (Índia)
- 1988 - Madras (Índia)
- 1991 - Manila (Filipines)
- 1992 - Dayton, Ohio (Estats Units)
- 1995 - Johannesburg (Sud-àfrica)
- 2006 - Calcuta (Índia)
- 2007 - Cochabamba (Bolívia)
- 2008 - Nairobi (Kenya)
- 2010 - Manila (Filipines)
- 2012 - Kigali (Ruanda)
- 2014 - Ciutat de Mèxic (Mèxic)
- 2016 - Cotonou (Benín)
- 2018 - Hong Kong

## Reconeixements
- El 2014 la comunitat va rebre el Memorial Cassià Just que lliura la Generalitat de Catalunya, pel seu treball amb els joves, a favor de la reconciliació i amb perspectiva ecumènica.[18]